# Ormyrus nitidulus
Ormyrus nitidulus is een vliesvleugelig insect uit de familie Ormyridae. De wetenschappelijke naam is voor het eerst geldig gepubliceerd in 1804 door Fabricius.